# Pleyel

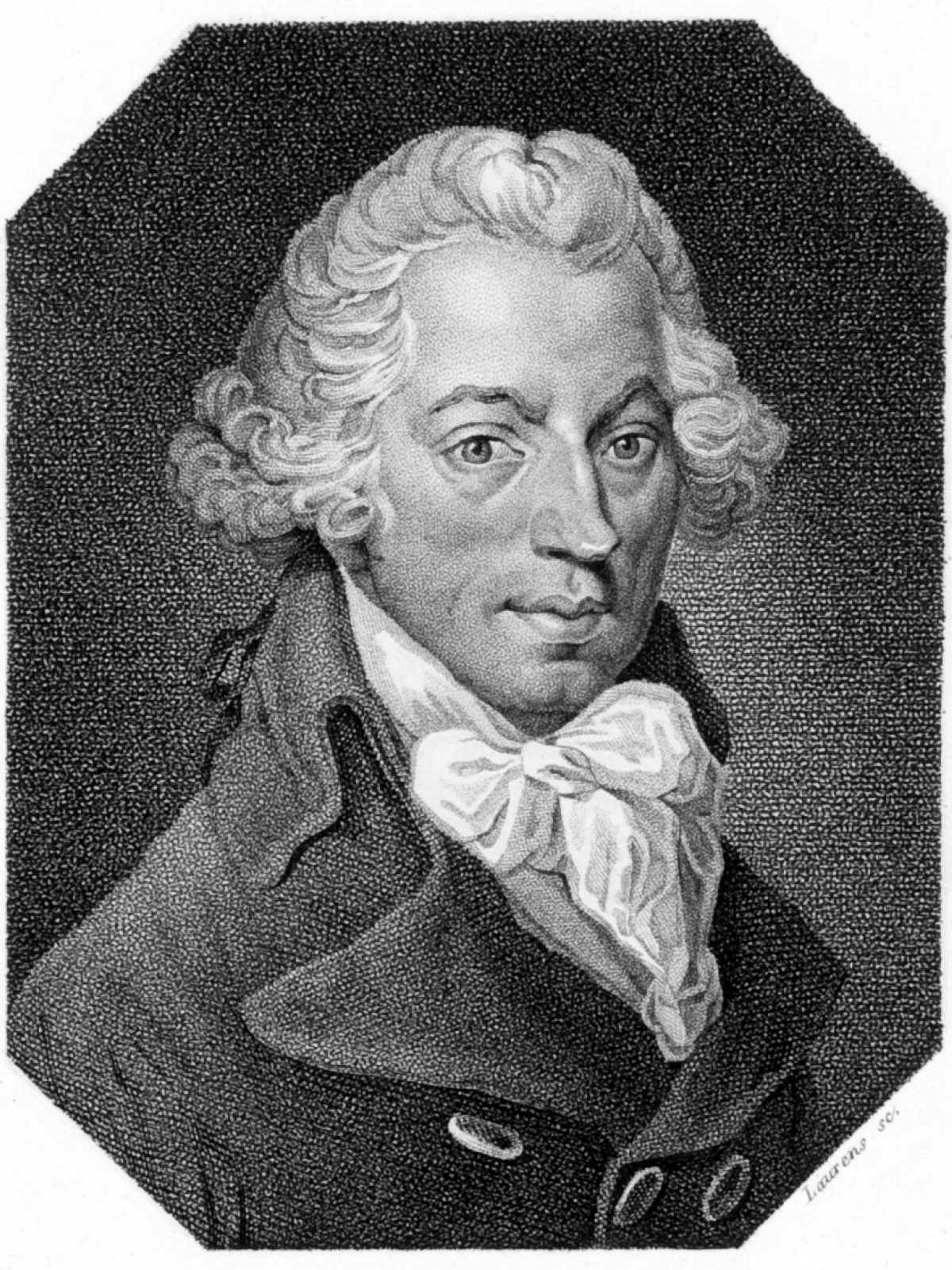
Ignace Pleyel, fondatore della fabbrica di pianoforti Pleyel

Pleyel è un'antica fabbrica francese di pianoforti, organi e clavicembali.

## Storia
La storia di Pleyel si confonde con quella delle sue produzioni, e degli imprenditori che hanno contribuito a creare la sua storia e la sua leggenda. La Salle Pleyel è, infatti, il prolungamento diretto e logico della fabbrica di pianoforti Pleyel.

### Ignace Pleyel (1757-1831)
Nato a Ruppersthal in Austria, figlio di Martin, maestro di scuola, il giovane Ignaz studiò musica prima presso il compositore Johann Baptist Vanhal, e poi, a partire dal 1772, fu allievo di Joseph Haydn ad Eisenstadt. 
Trasferitosi in Francia, dove assunse il nome francese di Ignace, lavorò a partire dal 1797 come editore musicale (la maison Pleyel); a lui si deve la prima edizione (1801) dei quartetti per archi del suo maestro Haydn.
In seguito divenne uno dei più famosi costruttori di pianoforti francesi del XIX secolo, facendo concorrenza anche ad altri grandi altri artigiani come Sébastien Érard. Quando morì, nel 1831, gli succedette, nella compagnia da lui stesso fondata, il figlio Camille.
Una differenza sostanziale tra i pianoforti di Pleyel e quelli di Érard consiste anche nell'assenza, all'interno dei primi, del meccanismo del doppio scappamento, in quanto Pleyel seguiva le tecniche di costruzione degli artigiani inglesi. Il doppio scappamento, tuttavia, è oggi diffuso e generalmente presente in tutti i pianoforti a coda.
I pianoforti di Pleyel sono tutt'oggi di grande prestigio, ed anche al suo tempo furono molto apprezzati da grandi compositori come Fryderyk Chopin o Franz Liszt. Il primo, tra l'altro, asseriva di preferire, quando suonava per sé stesso, un pianoforte verticale che uno a coda, per un maggior senso di "intimità", che si riconosce nel timbro proprio degli strumenti di Pleyel.

### Camille Pleyel (1788–1855)
Compositore meno prolifico del padre, Camille Pleyel fu un concertista di talento alla corte del re d'Inghilterra. Egli viaggiò molto in Europa visitando gli altri costruttori di pianoforte, in particolare Broadwood ed Erard, che furono con Pleyel, i pionieri della fabbricazione del pianoforte.
Camille diede un grande impulso alla sua fabbrica portandola a rinomanza internazionale, grazie anche alla sua professione di concertista. Egli si attorniò di musicisti che girando il mondo esportarono il nome di Pleyel nel mondo intero. Egli pose grande attenzione all'aspetto tecnico degli strumenti perfezionandone il funzionamento a seguito dei consigli provenienti dai musicisti di cui si circondava. Nel 1834, la Pleyel produceva 1.000 pianoforti all'anno occupando 100 dipendenti.
Vista la diffusione dei suoi strumenti in tutto il mondo, studiò un sistema di tropicalizzazione per adattare uno strumento così delicato ai diversi climi in cui andavano ad essere venduti.

### Auguste Wolff (1821-1887)
Auguste Wolff fu socio di Camille Pleyel dal 1853. Anche lui nato in una famiglia di musicisti, fu un compositore talentuoso. Wolff sarà un costruttore di pianoforti d'eccezione e contribuirà notevolmente allo sviluppo della fabbrica con notevoli innovazioni nel perfezionamento dello strumento. I pianoforti Pleyel divennero presto noti per la loro sonorità ed eleganza.
Nel 1865, Wolff creò sul boulevard Ornano, à Saint-Denis, una grande fabbrica di 55.000 m² equipaggiata con macchine a vapore, più di cento macchine utensili, canalizzazioni per il riscaldamento, di aria compressa e di vapore, realizzando 2.500 pianoforti l'anno nel 1887.

### Gustave Lyon (1857-1936)
Dal 1883, Gustave Lyon, genero di Wolff, assunse la guida della Manufacture Pleyel. Politecnico, ingegnere minerario e bravo musicista, mise a profitto le sue conoscenze scientifiche per migliorare la qualità degli strumenti e scoprire i misteri dell'acustica. Nel 1889, quando la Pleyel realizzava il suo 100.000º pianoforte, Lyon fu insignito di una onorificenza all'Exposition universelle de Paris. Egli modernizzò la fabbrica creata da Wolff trenta e passa anni prima. I pianoforti Pleyel continuarono ad essere molto apprezzati dalla nuova generazione di musicisti sedotti dall'armonia così particolare di questi strumenti europei molto apprezzati da Camille Saint-Saëns, Fëdor Ivanovič Šaljapin, Rimsky-Korsakov e anche Wanda Landowska. Fu per questa grande interprete che Pleyel decise di costruire anche dei clavicembali.
Parallelamente alla sua attività di costruttore di pianoforti, Lyon s'interesso agli studi di acustica divenendo un esperto al quale gli architetti si rivolgevano per migliorare l'acustica delle sale da concerto.
Nel 1925, Lyon diede inizio alla costruzione della Salle Pleyel, in rue du faubourg Saint-Honoré, A Parigi. Ma la grande depressione del 1929 risultò fatale al gruppo Pleyel: i pianoforti Pleyel fallirono nel 1933, et la Salle Pleyel fu acquisita dalla banca Crédit Lyonnais nel 1934.
Alla morte di Gustave Lyon, i pianoforti Pleyel e la Salle Pleyel divennero pertanto due entirà separate.
Per contrastare la concorrenza nel 1961 l'azienda decise una fusione con Érard e Gaveau che si erano già associati l'anno precedente. I problemi continuarono a persistere soprattutto per la crescente presenza asiatica sul mercato; i tre grandi marchi furono costretti a depositare i bilanci nel 1965. Successivamente, dal 1971 al 1994, i pianoforti Pleyel, Érard e Gaveau furono costruiti in Germania dalla Schimmel, mantenendo le tipologie e i marchi originali.

### Hubert Martigny (nato nel 1939)
Il Crédit Lyonnais rimase proprietario della Salle Pleyel fino al 1998, data nella quale la vendette al Consortium de Réalisation(CDR). Appreso dalla stampa, nel 1997, che la Salle Pleyel era in vendita, l'industriale Hubert Martigny decise di presentare un'offerta (10 milioni di euro), un progetto artistico ed un progetto di ristrutturazione. La coerenza del progetto e l'ambizione del proponente fecero la differenza. In un primo momento il Crédit Lyonnais aveva pensato di demolire la sala e beneficiare del terreno per edificare un nuovo edificio da adibire ad uffici. Il progetto non poté essere realizzato per una legge del 1945 che impediva la trasformazione di una sala da spettacolo in un edificio di diverso impiego.
Nel 1998, Hubert Martigny diviene l'unico privato al mondo ad essere proprietario di una sala da concerti sinfonici. Egli si accorge allora che il marchio Pleyel appartiene a degli investitori italiani proprietari dell'ultima fabbrica di pianoforti in Francia, la Pleyel and Co a Alès. In quel momento materializza l'idea stravagante di riaccorpare la Salle Pleyel ed i pianoforti Pleyel, e riacquista questi ultimi. Ciò è quanto realizza nel 2000, sette anni dopo la scissione.
Investe molto denaro nella ristrutturazione della fabbrica di pianoforti e decide di lanciare il rinnovamento della sala, investendo 33 milioni di euro dei suoi denari personali. Ottiene così un permesso di ristrutturazione dell'immobile nel luglio 2004, e firma un contratto di promozione immobiliare con la società Sodearif del gruppo Bouygues. L'8 novembre 2004, si impegna ad affittare per cinquant'anni la Salle Pleyel all'Etablissement Public de la Cité de la Musique. Nel 2056, la Cité de la Musique diventerà proprietaria della sala Pleyel e dei suoi annessi per il prezzo simbolico di un euro.
Nel gennaio 2005, Bouygues Bâtiment Île-de-France-Rénovation Privée prende possesso dell'immobile per una campagna di lavori della durata di 19 mesi, fino al 31 luglio 2006. Il 1º settembre 2006, la Cité de la Musique, rileva la direzione della « nouvelle salle Pleyel ».
La Salle Pleyel venne inaugurata il 13 settembre 2006. Una nuova stagione musicale di 160 concerti permette, per la prima volta, di accogliere simultaneamente due orchestre residenti ed una orchestra ospite. L'Orchestre de Paris, l'Orchestre Philharmonique de Radio France, la London Symphony Orchestra, la Berliner Philharmoniker e tante altre ritrovano il palcoscenico della Pleyel.

## La fabbrica di pianoforti Pleyel
Essa è divenuta nel 2000 di proprietà di Hubert Martigny, che ha anche comprato la Érard e la Gaveau. Vittima negli ultimi anni della concorrenza spietata dei costruttori asiatici, ha chiuso nel 2007 la fabbrica di Alès, aperta nel 1973, per reinstallarsi a Saint-Denis.
La produzione di Saint-Denis è stata ridotta e limitata ai soli pianoforti a coda di alta gamma con un gruppo di 15 esperti artigiani operanti in uno stabilimento moderno di soli 1.300 m2.
La Manufacture Pleyel ha installato uno Show-Room di pianoforti Pleyel alla Salle Pleyel esponendo i suoi modelli prestigiosi dedicati a Marco Del Re, Aki Kuroda e Jean Cortot, e dei grandi designer: Andrée Putman ha creato per Pleyel il pianoforte Voie Lactée, di 2,17 metri, esposto al Designers' Days 2008 a Parigi e all'Ambasciata di Francia a New York nel quadro della retrospettiva "Beyond Style" consacrata ai designer nel settembre 2008.
I Pianos Pleyel e la Salle Pleyel appartengono all'uomo d'affari francese Hubert Martigny (cofondatore di Altran Technologies). 
Nel settembre del 2009 il costruttore di fortepiani Paul McNulty ha costruito una copia del pianoforte Pleyel, modello del 1830, che attualmente fa parte della collezione al Fryderyk Chopin Institute a Varsavia: lo strumento è stato usato nel corso del primo “Concorso Internazionale Chopin su strumenti storici”.

## Registrazioni con strumenti d'epoca
- Yuan Sheng. Fryderyk Chopin. Ballades Nos 1-4/Impromptus Nos 1-4. 1845 Pleyel fortepiano. Piano Classics
- Ronald Brautigam. Felix Mendelssohn. Piano Concertos. 1830 Pleyel fortepiano (Paul McNulty). Bis
- Janusz Olejniczak. Chopin evening around 1831 Pleyel.
- Alexei Lubimov. Chopin, Bach, Mozart, Beethoven: at Chopin’s home piano. 1843 Pleyel fortepiano. NIFCCD
- Dina Yoffe. Fryderyk Chopin. Piano Concertos No 1 & 2. Version for one piano. Fortepiani 1848 Pleyel, 1838 Erard.  Fryderyk Chopin Institute
- Viviana Sofronitsky, Sergei Istomin. Frederyk Chopin. Complete works for cello and piano. 1830 Pleyel fortepiano (Paul McNulty). Passacaille
- Kevin Kenner. Fryderyk Chopin. 4 Impromptus. 1848 Pleyel fortepiano. Fryderyk Chopin Institute
- Tomasz Ritter. Fryderyk Chopin. Sonata in B Minor, Ballade in F minor, Polonaises, Mazurkas. Karol Kurpinski. Polonaise in D minor. Fortepiani 1842 Pleyel, 1837 Erard, Buchholtz ca 1825-1826 (Paul McNulty). Fryderyk Chopin Institute